# 자파르 파나히
자파르 파나히(페르시아어: ‏جعفر پناهی‎, 1960년 7월 11일 ~ )는 이란의 영화 감독, 영화 각본가, 영화 편집자이다.

## 수감
2009년 7월 30일, 이란의 인권 활동가 모즈타바 사미네자드는 자파르 파나히가 네다 솔탄의 추모식 현장에서 경찰에게 체포됐다고 밝혔다. 그는 풀려난 뒤에도 출국 금지를 당했다. 2010년 3월 1일 그는 다시 구속 수감되었다. 4월 14일 이란의 문화 장관은 그가 반정권 영화를 만들었기 때문에 체포했다고 밝혔다.
2010년 12월 20일 그는 “국가 안보에 위협 도모와 이슬람 공화국에 반대하는 내용을 선전”한 혐의로 징역 6년형을 선고받았으며, 또한 20년 동안 영화와 대본을 만들거나 쓰지 못하고 인터뷰와 출국도 할 수 없는 형벌을 받았다. 그가 처음 체포된 이후 많은 국가의 영화 관련 협회가 그의 석방을 요구하는 탄원을 이란 정부에 보냈다.
자파르 파나히는 2010년 베를린 영화제의 토론 패널과 칸 영화제의 심사위원으로 초대받았지만 모두 이란 정부의 거부로 참석할 수 없었다. 하지만 감옥에서 비밀리에 영화를 만들었을 정도로 큰 주목을 받았는데 대표 작품으로는 《이것은 영화가 아니다》(2011년), 《닫힌 커튼》(2013년), 《택시》(2015년)가 있다. 2012년에는 유럽 의회로부터 인권과 자유 수호에 기여한 공로를 인정받아 이란의 변호사인 나스린 소투데와 함께 사하로프상을 공동 수상했다.

## 작품
- 《하얀 풍선》 (1995년, 아바스 키아로스타미와 공동 제작)
- 《거울》 (1997년)
- 《써클》 (2000년, 캄부지아 파르토비와 공동 제작)
- 《붉은 황금》 (2003년, 아바스 키아로스타미와 공동 제작)
- 《오프사이드》 (2006년, 샤드메르 라스틴과 공동 제작)
- 《이것은 영화가 아니다》 (2011년, 모즈타바 미르타마스브와 공동 제작)
- 《닫힌 커튼》 (2013년, 캄부지아 파르토비와 공동 제작)
- 《택시》 (2015년)
- 《3개의 얼굴들》 (2018년, 각본, 감독, 제작, 주연)
- 《끝없는 폭풍의 해》 (2021)
- 《노 베어스》 (2022, 감독, 각본, 제작, 주연)
- 《그저 사고였을 뿐》 (2025, 감독, 각본, 제작)

## 같이 보기
- 제57회 베네치아 국제 영화제
- 제65회 베를린 국제 영화제
- 아시아 태평양 스크린 어워즈